# エグロン・ルンドグレン
エグロン・ルンドグレン（Egron Sellif Lundgren、1815年12月18日 - 1875年12月16日）はスウェーデン生まれの画家、著作家である。水彩画を得意とし、イギリスなどで働いた。

## 略歴
ストックホルムで工場経営者の息子に生まれた。工学を学び、大砲製造の工廠で働くが、仕事を好まず、絵を学ぶことにして、20歳になった1835年にストックホルムのスウェーデン王立美術院に入学した。1839年までスウェーデンで学んだ後、パリに出て歴史画家のレオン・コニエに学んだ。
1841年から1849年の間は、イタリアで活動し、ローマで活動する北欧の芸術家たちのコミュニティのなかで活動した。その後、スペインにも旅し、王立美術院から奨学金を得て、ミュンヘンでも学んだ。スペインを旅する頃には、油彩で歴史画を描くのを辞めて、水彩画で、現地の人々や街の風景や祭りの様子などを描くようになった。
1850年にスウェーデン王立美術院の会員に選ばれ、1853年に教授になることを要請されたが辞退し、友人に招かれて、ロンドンに移り、肖像画や王室のセレモニーやシェークスピア劇の場面などを描き、ロンドンを拠点に国外を旅する暮らしをした 。
1857年にインドでイギリスの植民地支配に対する抵抗運動、「インド大反乱」が起きると、1858年にマンチェスターの出版社に依頼されて、戦乱の情景を描くことを依頼され、インドでイギリス軍と行動し、反乱が終結するまでインドに滞在し、500枚に上るスケッチを携えて帰国し、展覧会は好評を博した。
1860年にスウェーデンに帰国したが、国外を旅する暮らしを続け、旅行記の著者としても人気になった。1860年代にはイギリスの水彩画家、ジョージ・プライス・ボイス(George Price Boyce: 1826–1897)、フランク・ディロン(Frank Dillon:1823–1909)と一年ほどエジプトのカイロに滞在した。
1846年にイギリスの王立水彩画協会 (Royal Watercolour Society)の会員に選ばれた。1867年からスウェーデンに住んだが毎年、冬の間は国外で過ごした。1873年に最後のイタリアの旅をして 、1875年にストックホルムで亡くなった。
1876年にスウェーデン王立美術院は優れた水彩画家に与えるルンドグレンを記念した賞を創設した。

## 作品

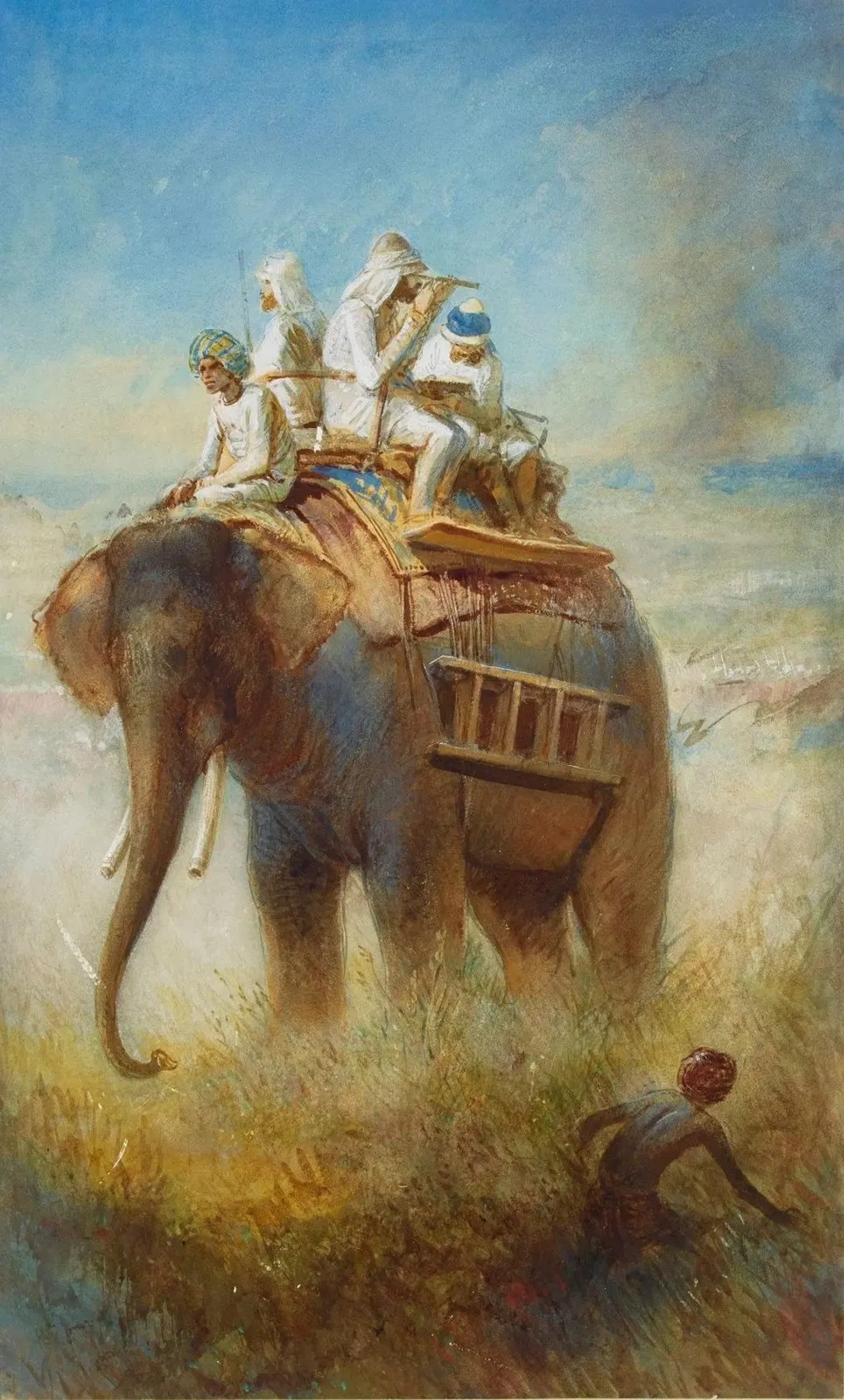
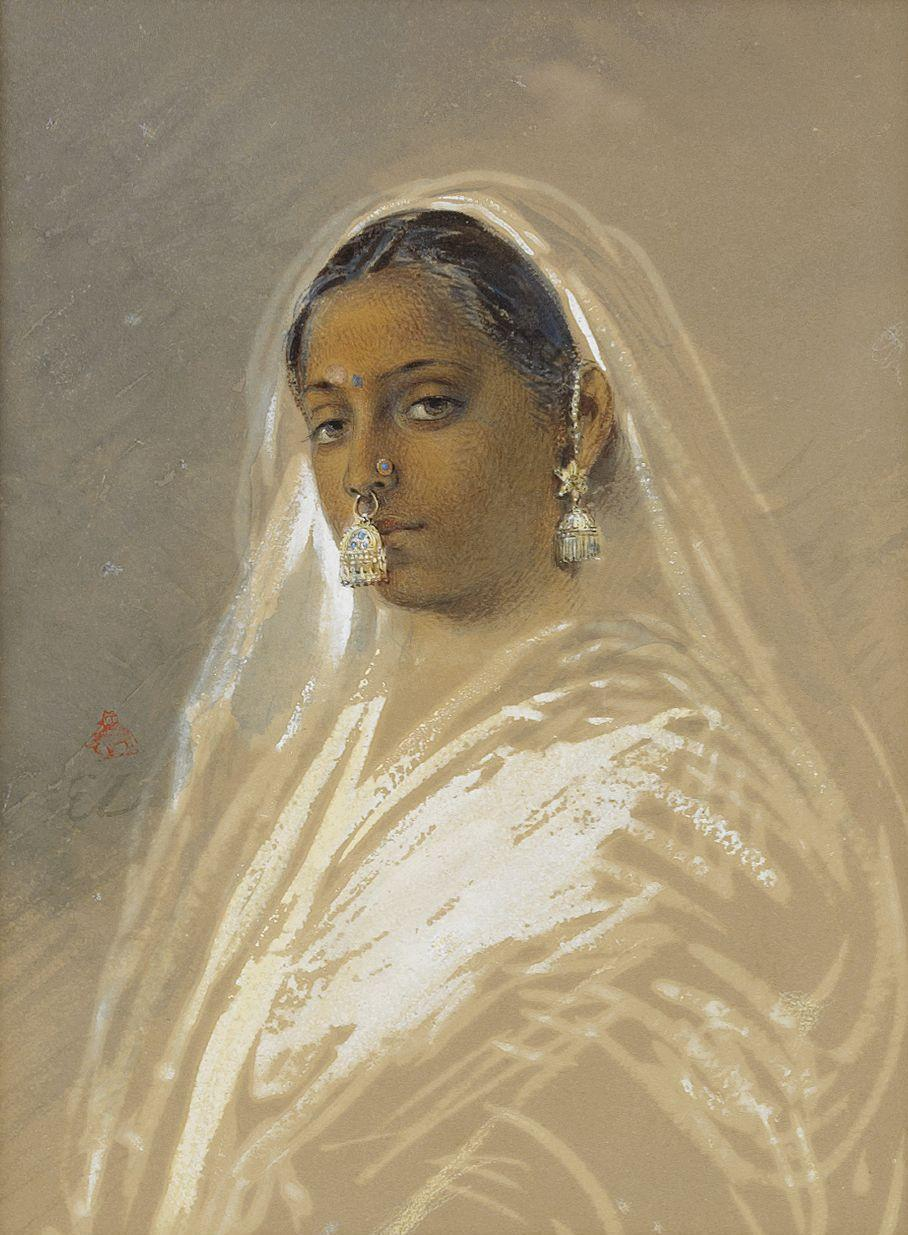
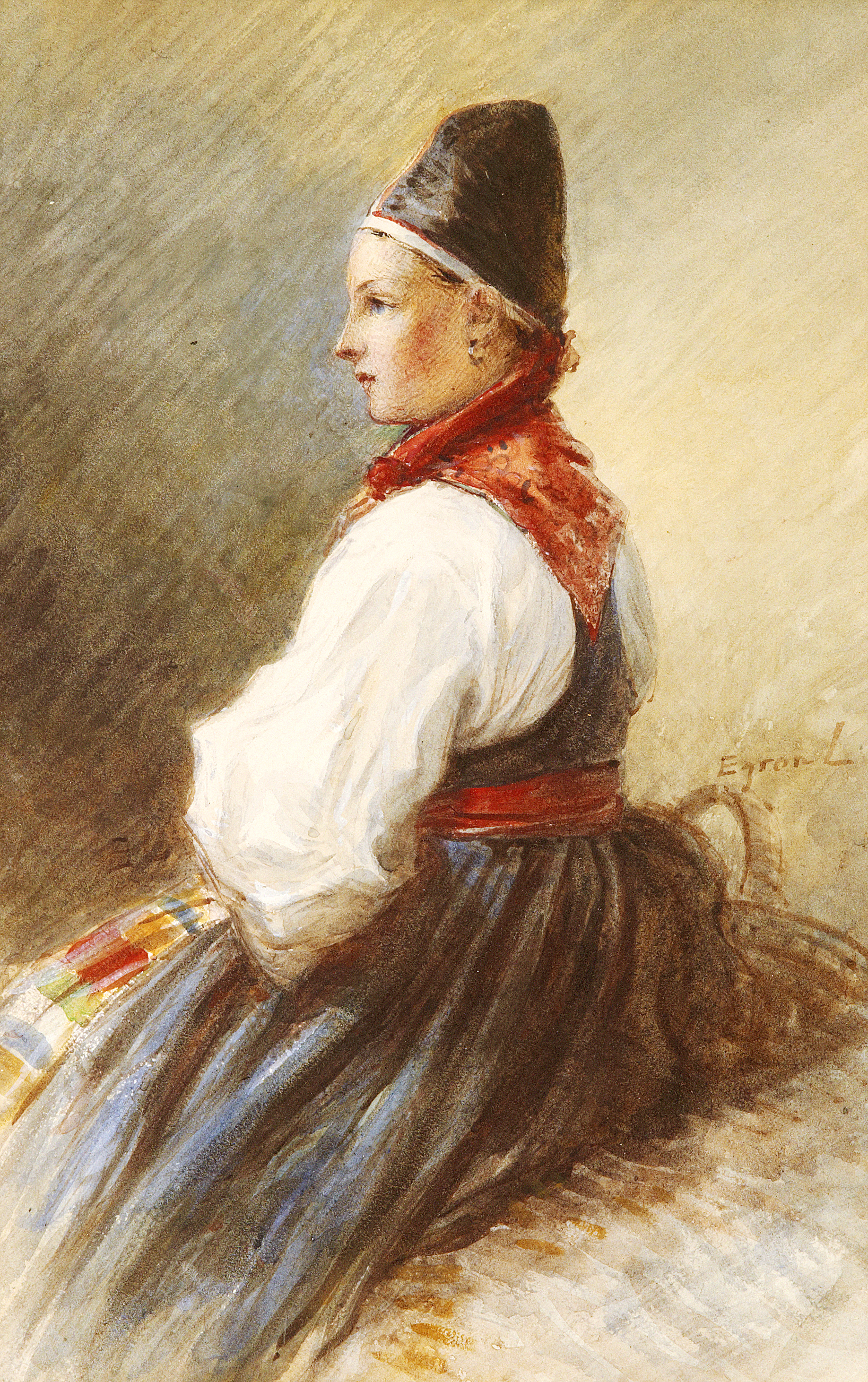
民族衣装の少女
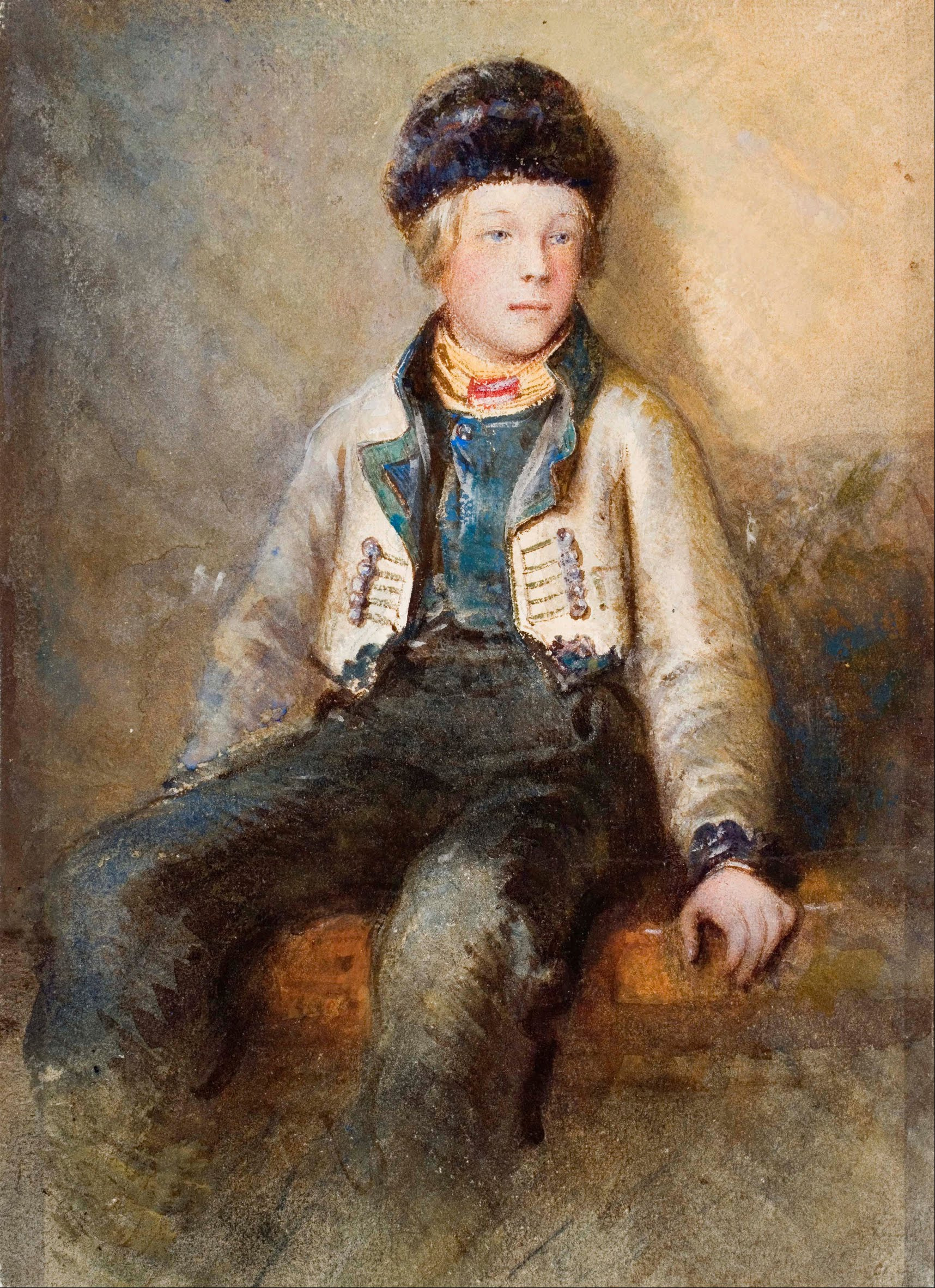
ノルウェーの少年

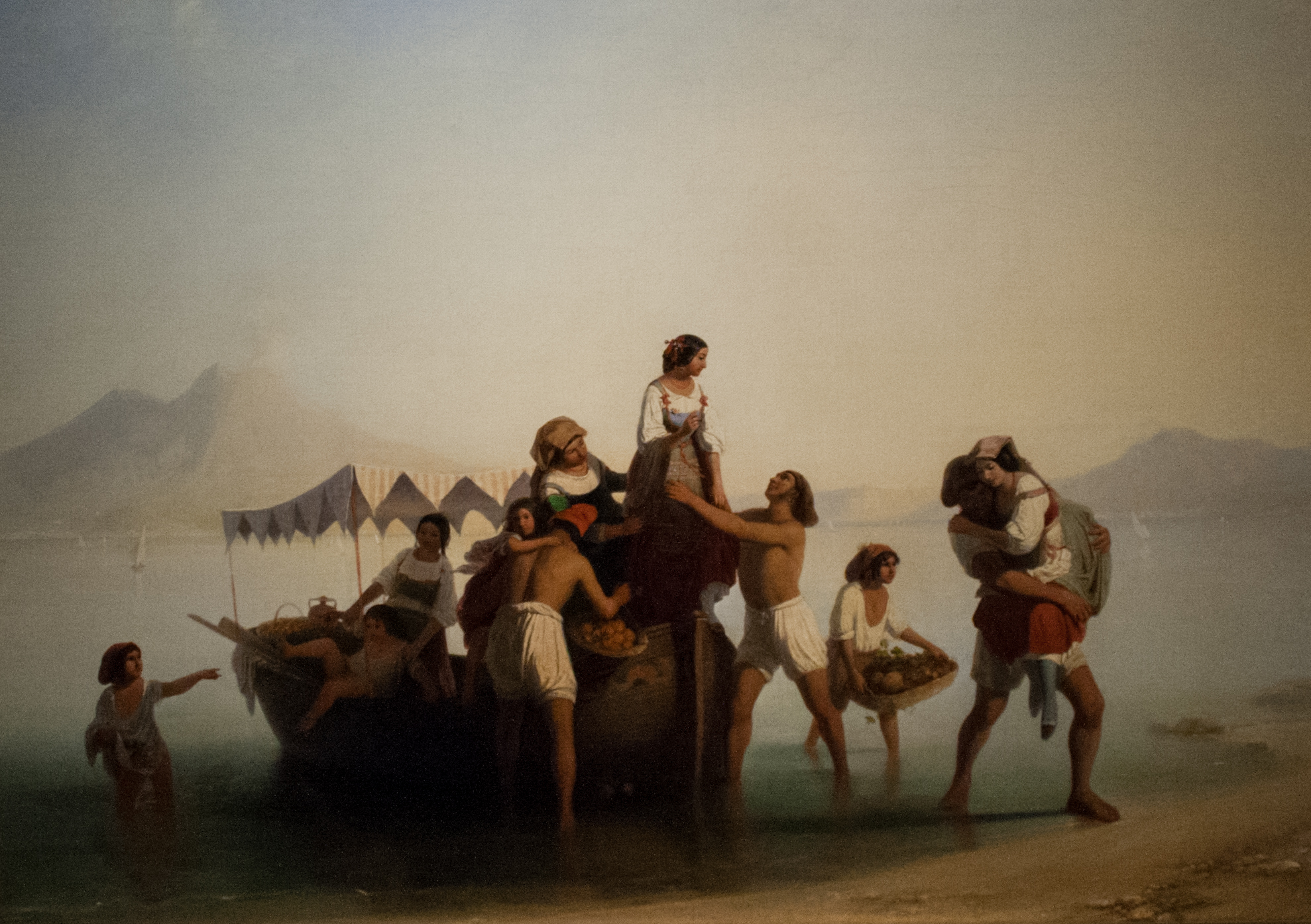
ナポリの果物売り
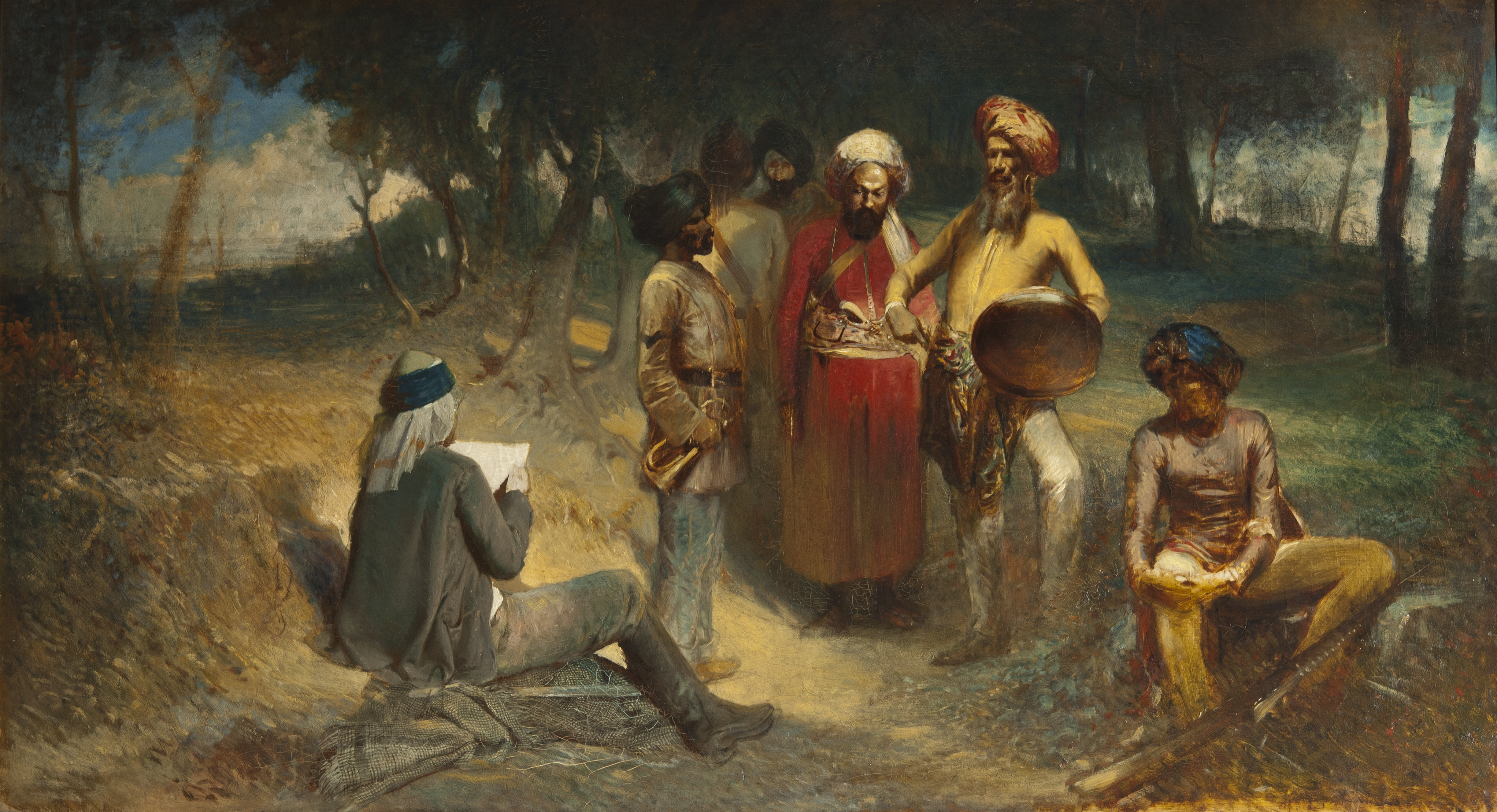
スパイの検査
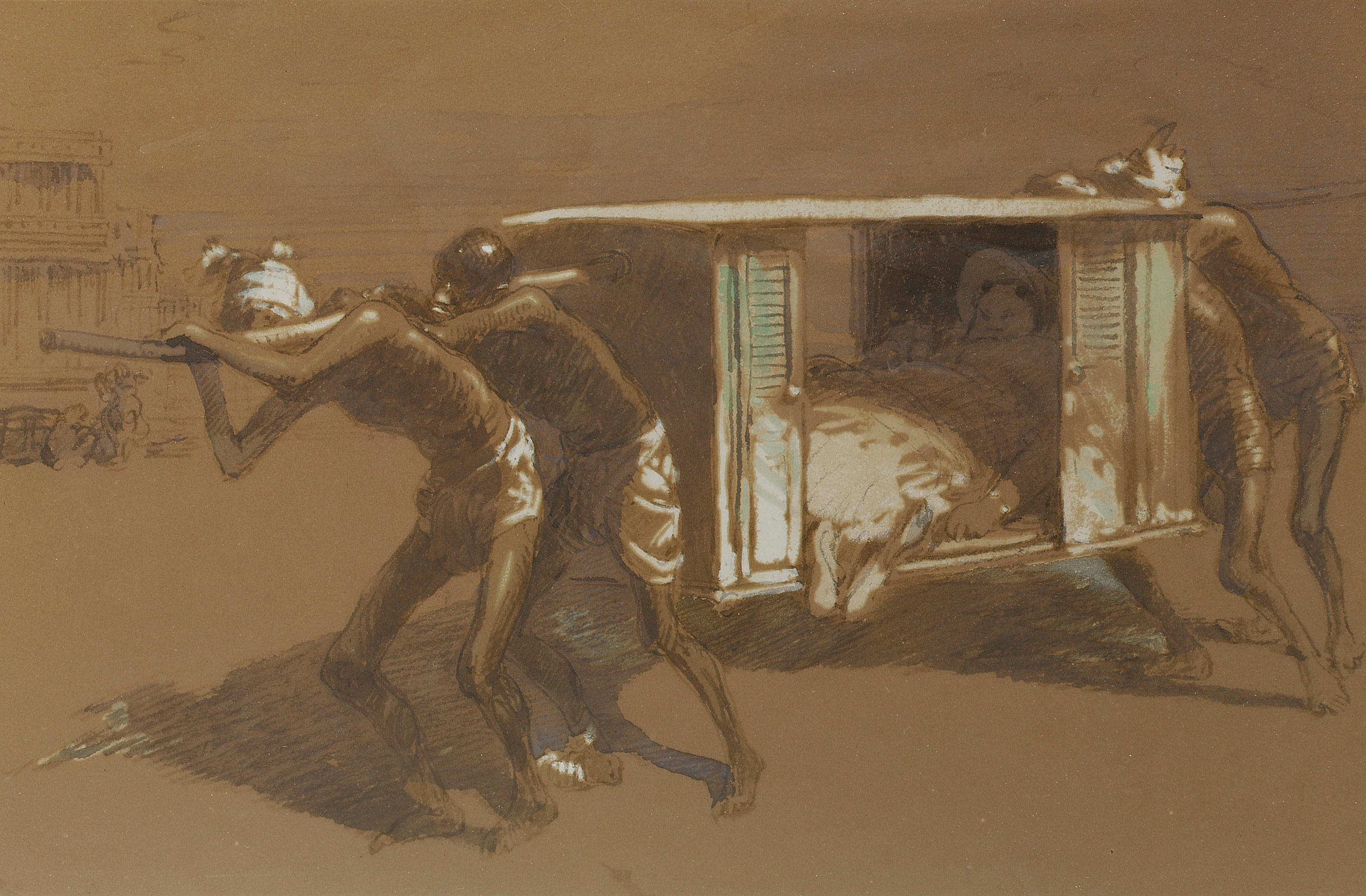
コルカタの教会へ婦人を運ぶ人夫